# 正定矩阵
在线性代数裡，正定矩阵（英語：positive-definite matrix）是埃尔米特矩阵的一种，有时会简称为正定阵。在线性代数中，正定矩阵的性质類似复数中的正实数。与正定矩阵相对应的线性算子是对称正定双线性形式（複域中则对应埃尔米特正定双线性形式）。

## 定义
一个 {\displaystyle n\times n} 的实对称矩阵 {\displaystyle M} 是正定的，当且仅当对于所有的非零实系数向量 {\displaystyle \mathbf {z} }，都有 {\displaystyle \mathbf {z} ^{T}M\mathbf {z} >0}。其中 {\displaystyle \mathbf {z} ^{T}}表示 {\displaystyle \mathbf {z} } 的转置。对于复数的情况，定义则为：一个 {\displaystyle n\times n} 的埃尔米特矩阵 {\displaystyle M} 是正定的若且唯若对于每个非零的複向量 {\displaystyle \mathbf {z} }，都有 {\displaystyle \mathbf {z} ^{*}M\mathbf {z} >0}。其中 {\displaystyle \mathbf {z} ^{*}}表示 {\displaystyle \mathbf {z} } 的共轭转置。
這樣的定義仰賴一個事實：对于任意的埃爾米特矩陣 {\displaystyle M} 及複向量 {\displaystyle \mathbf {z} } ，{\displaystyle \mathbf {z} ^{*}M\mathbf {z} } 必定是实数。
首先，因為 {\displaystyle M} 是埃爾米特矩陣，所以我們有 {\displaystyle M^{*}=M}。接下來我們計算所求的共轭转置：{\displaystyle (\mathbf {z} ^{*}M\mathbf {z} )^{*}=\mathbf {z} ^{*}M^{*}(\mathbf {z} ^{*})^{*}=\mathbf {z} ^{*}M\mathbf {z} }。因為 {\displaystyle \mathbf {z} ^{*}M\mathbf {z} } 是純量且其共軛複數等於自身，所以根據複數的性質，我們得出 {\displaystyle \mathbf {z} ^{*}M\mathbf {z} } 是實數。

## 正定矩陣
对於 {\displaystyle n\times n} 的埃尔米特矩阵 {\displaystyle M}，下列性质与「{\displaystyle M} 为正定矩阵」等价：
1. {\displaystyle M} 的所有的特征值 {\displaystyle \lambda _{i}} 都是正的。 根据谱定理，{\displaystyle M} 与一个实对角矩阵 {\displaystyle D} 相似（也就是说 {\displaystyle M=U^{-1}DU}，其中 {\displaystyle U} 是酉矩阵，或者说 {\displaystyle M} 在某个正交基可以表示为一个实对角矩阵）。因此，{\displaystyle M}是正定阵当且仅当相应的 {\displaystyle D} 的对角线上元素都是正的。  另外，也可以假設 {\displaystyle \lambda _{i}} 和 {\displaystyle \mathbf {v} _{i}} 是 {\displaystyle M} 的一組特徵值與特徵向量，根據定義 {\displaystyle M\mathbf {v} _{i}=\lambda _{i}\mathbf {v} _{i}}，從左側同乘以 {\displaystyle \mathbf {v} _{i}^{*}} 得到：{\displaystyle \mathbf {v} _{i}^{*}M\mathbf {v} _{i}=\lambda _{i}\mathbf {v} _{i}^{*}\mathbf {v} _{i}=\lambda _{i}\Vert \mathbf {v} _{i}\Vert ^{2}}。因為 {\displaystyle M} 是正定矩陣，根據定義我們有 {\displaystyle \mathbf {v} _{i}^{*}M\mathbf {v} >0}。移項整理後可以得到 {\displaystyle \lambda _{i}={\frac {\mathbf {v} ^{*}M\mathbf {v} }{\Vert \mathbf {v} _{i}\Vert ^{2}}}>0}。注意因為特徵向量 {\displaystyle \mathbf {v} _{i}\neq \mathbf {0} }，所以前述 {\displaystyle \lambda _{i}} 不會有無解的情形。
2. 半双线性形式 {\displaystyle \langle {\textbf {x}},{\textbf {y}}\rangle ={\textbf {x}}^{*}M{\textbf {y}}} 定义了一个 {\displaystyle \mathbb {C} ^{n}}上的内积。实际上，所有 {\displaystyle \mathbb {C} ^{n}}上的内积都可視為由某个正定矩阵通过此种方式得到。
3. {\displaystyle M} 是向量 {\displaystyle {\textbf {x}}_{1},\ldots ,{\textbf {x}}_{n}\in \mathbb {C} ^{k}} 構成的格拉姆矩阵，其中 {\displaystyle k\in \mathbb {Z} ^{+}}。更精确地说，{\displaystyle M=[m_{ij}]} 定义为：{\displaystyle m_{ij}=\langle {\textbf {x}}_{i},{\textbf {x}}_{j}\rangle ={\textbf {x}}_{i}^{*}{\textbf {x}}_{j}}。换句话说，{\displaystyle M} 具有 {\displaystyle A^{*}A} 的形式，其中 {\displaystyle A} 不一定是方阵，但必須是单射的。
4. {\displaystyle M} 的所有顺序主子式，也就是顺序主子阵的行列式都是正的（西尔维斯特准则（英语：Sylvester's criterion））。明确地说，就是考察 {\displaystyle M} 左上角大小 {\displaystyle 1\times 1,\ldots ,n\times n} 的子矩阵的行列式。对于半正定矩阵而言，相应的条件应改为所有的主子式非负。但顺序主子式非负并不能推出矩阵是半正定的。比如以下例子：  {\displaystyle {\begin{bmatrix}1&1&1\\1&1&1\\1&1&0\end{bmatrix}}}
5. 存在唯一的下三角矩阵 {\displaystyle L}，其主对角线上的元素全是正的，使得 {\displaystyle M=LL^{*}}。其中 {\displaystyle L^{*}}是 {\displaystyle L} 的共轭转置。这一分解被称为科列斯基分解。

对于实对称矩阵，只需将上述性质中的 {\displaystyle \mathbb {C} ^{n}}改为 {\displaystyle \mathbb {R} ^{n}}，並将「共轭转置」改为「转置」即可。

### 二次型
由以上的第二个等价条件，可以得到二次型形式下正定矩阵的等价条件：用 {\displaystyle \mathbb {K} } 代表 {\displaystyle \mathbb {C} } 或 {\displaystyle \mathbb {R} }，设 {\displaystyle \mathbb {V} } 是 {\displaystyle \mathbb {K} } 上的一个向量空间。一个埃尔米特型：
{\displaystyle B:V\times V\rightarrow K}
是一个双线性映射，使得 {\displaystyle B(\mathbf {x} ,\mathbf {y} )} 总是 {\displaystyle B(\mathbf {y} ,\mathbf {x} )} 的共轭。这样的一个映射 {\displaystyle B} 是正定的若且唯若對於 {\displaystyle \mathbb {V} } 中所有的非零向量 {\displaystyle \mathbf {x} }，都有 {\displaystyle B(\mathbf {x} ,\mathbf {x} )>0}。

## 负定、半定及不定矩阵
与正定矩阵对应，一个 {\displaystyle n\times n} 的埃尔米特矩阵 {\displaystyle M} 是负定矩阵（英語：negative-definite matrix）若且唯若对所有非零向量 {\displaystyle \mathbf {z} \in \mathbb {R} ^{n}}（或 {\displaystyle \mathbf {z} \in \mathbb {C} ^{n}}），都有 {\displaystyle z^{*}Mz<0\,}。
{\displaystyle M}是半正定矩阵（英語：positive semi-definite matrix）若且唯若對於所有非零向量 {\displaystyle \mathbf {z} \in \mathbb {R} ^{n}}（或 {\displaystyle \mathbf {z} \in \mathbb {C} ^{n}}），都有 {\displaystyle z^{*}Mz\geq 0}。
{\displaystyle M}是半负定矩阵（英語：negative semi-definite matrix）若且唯若對於所有非零向量 {\displaystyle \mathbf {z} \in \mathbb {R} ^{n}}（或 {\displaystyle \mathbf {z} \in \mathbb {C} ^{n}}），都有 {\displaystyle z^{*}Mz\leq 0}。
如果一个埃尔米特矩阵既不是半正定也不是半负定的，那么称其为不定矩阵（英語：indefinite matrix）。
可以看出，上一节中正定矩陣的第一個等价性质只需作出相应改动，就可以变为判别负定矩阵、半正定矩阵和半负定矩阵的准则。注意当 {\displaystyle M} 是半正定时，相应的格拉姆矩阵不必由线性獨立的向量组成。对於任意矩阵 {\displaystyle A}，{\displaystyle A^{*}A}必是半正定的，并有 {\displaystyle \mathrm {rank} (A)=\mathrm {rank} (A^{*}A)}（两者的秩相等）。反过来，任意的半正定矩阵都可以写作 {\displaystyle M=A^{*}A}，这就是科列斯基分解。
对於任意矩阵 {\displaystyle A}，因為 {\displaystyle (A^{*}A)^{*}=A^{*}(A^{*})^{*}=A^{*}A} ，因此 {\displaystyle A^{*}A} 是埃爾米特矩陣。令 {\displaystyle \mathbf {v} \in \mathbb {C} ^{n}}，則 {\displaystyle \mathbf {v} ^{*}(A^{*}A)\mathbf {v} =(\mathbf {v} ^{*}A^{*})(A\mathbf {v} )=(A\mathbf {v} )^{*}(A\mathbf {v} )=\Vert A\mathbf {v} \Vert ^{2}\geq 0}，因此 {\displaystyle A^{*}A} 是半正定的。另外，我們很容易證明 {\displaystyle A} 與 {\displaystyle A^{*}A} 有相同的零空間，根據秩 – 零化度定理，我們可以得到它們有相同的秩。
一个埃尔米特矩阵 {\displaystyle M} 是负定矩阵若且唯若 {\displaystyle M} 的所有奇数阶顺序主子式小于 {\displaystyle 0}，所有偶数阶顺序主子式大于 {\displaystyle 0}。当 {\displaystyle M} 是负定矩阵时，{\displaystyle M} 的逆矩阵也是负定的。

## 相关性质
若 {\displaystyle M} 为半正定矩阵，可以記作 {\displaystyle M\geq 0}。如果{\displaystyle M}是正定矩阵，可以記作 {\displaystyle M>0}。这个记法来自泛函分析，其中的正定矩阵定义了正算子。
对于一般的埃尔米特矩阵，{\displaystyle M}、{\displaystyle N}，{\displaystyle M\geq N} 若且唯若 {\displaystyle M-N\geq 0}。这样可以定义一个在埃尔米特矩阵集合上的偏序关系。类似地，可以定义{\displaystyle M>N}。
| 1. | 每个正定阵都是可逆的，它的逆也是正定阵。如果 {\displaystyle M\geq N>0} 那么 {\displaystyle N^{-1}\geq M^{-1}>0}。 |
| 2. | 如果 {\displaystyle M} 是正定阵，{\displaystyle r>0} 为正实数，那么 {\displaystyle rM} 也是正定阵。 如果 {\displaystyle M}、{\displaystyle N} 是正定阵，那么 {\displaystyle M+N}、{\displaystyle MNM} 与 {\displaystyle NMN} 都是正定的。如果 {\displaystyle MN=NM}，那么 {\displaystyle MN} 仍是正定阵。 |
| 3. | 如果 {\displaystyle M=(m_{ij})>0} 那么主对角线上的元素 {\displaystyle m_{ii}} 为正实数。于是有 {\displaystyle {\text{tr}}(M)>0}。此外还有 {\displaystyle \|m_{ij}\|\leq {\sqrt {m_{ii}m_{jj}}}\leq {\frac {m_{ii}+m_{jj}}{2}}} 。 |
| 4. | 矩阵 {\displaystyle M} 是正定阵若且唯若存在唯一的正定阵 {\displaystyle B>0} 使得 {\displaystyle B^{2}=M}。根据其唯一性可以记作 {\displaystyle B=M^{1/2}}，称 {\displaystyle B} 为 {\displaystyle M} 的平方根。对半正定阵也有类似结论。同时，如果 {\displaystyle M>N>0} 那么 {\displaystyle M^{1/2}>N^{1/2}>0} 。                                                                                                  |
| 5. | 如果 {\displaystyle M,N>0} 那么 {\displaystyle M\otimes N>0}，其中 {\displaystyle \otimes } 表示克羅內克積。 |
| 6. | 对矩阵 {\displaystyle M=(m_{ij}),\ N=(n_{ij})}，将两者同一位置上的系数相乘所得的矩阵记为 {\displaystyle M\circ N}，即 {\displaystyle (M\circ N)_{i,j}=m_{ij}n_{ij}}，称为{\displaystyle M}与{\displaystyle N}的 阿达马乘积。如果 {\displaystyle M,N>0}，那么 {\displaystyle M\circ N>0}。如果 {\displaystyle M,N} 为实係数矩阵，则以下不等式成立： {\displaystyle \det(M\circ N)\geq (\det N)\prod _{i}m_{ii}} 。 |
| 7. | 设 {\displaystyle M>0}，{\displaystyle N} 为埃尔米特矩阵。如果 {\displaystyle MN+NM\geq 0}（相應地，{\displaystyle MN+NM>0}），那么 {\displaystyle N\geq 0}（相應地，{\displaystyle N>0}）。 |
| 8. | 如果 {\displaystyle M,N\geq 0} 为实系数矩阵，则 {\displaystyle {\text{tr}}(MN)\geq 0}。 |
| 9. | 如果 {\displaystyle M>0} 为实系数矩阵，那么存在 {\displaystyle \delta >0} 使得 {\displaystyle M\geq \delta I}，其中 {\displaystyle I} 为单位矩阵。 |

## 非埃尔米特矩阵的情况
一个实矩阵 {\displaystyle M} 可能满足對於所有的非零实向量 {\displaystyle \mathbf {x} }，{\displaystyle \mathbf {x} ^{T}M\mathbf {x} >0}，卻不是对称矩阵。举例来说，矩阵
{\displaystyle {\begin{bmatrix}1&1\\-1&1\end{bmatrix}}}就满足这个条件。对於 {\displaystyle \mathbf {x} ={\begin{bmatrix}x_{1}\\x_{2}\end{bmatrix}}} 并且 {\displaystyle \mathbf {x} \neq \mathbf {0} }，{\displaystyle {\begin{bmatrix}x_{1}&x_{2}\end{bmatrix}}{\begin{bmatrix}1&1\\-1&1\end{bmatrix}}{\begin{bmatrix}x_{1}\\x_{2}\end{bmatrix}}=x_{1}^{2}+x_{2}^{2}>0}。
一般来说，一个实系数矩阵 {\displaystyle M} 满足对所有非零实向量 {\displaystyle \mathbf {x} }，{\displaystyle \mathbf {x} ^{T}M\mathbf {x} >0}，若且唯若对称矩阵 {\displaystyle (M+M^{T})/2} 是正定矩阵。
对于复系数矩阵，情况可能會不太一样。主要考慮如何扩展 {\displaystyle \mathbf {z} ^{*}M\mathbf {z} >0} 这一性质。要使得 {\displaystyle \mathbf {z} ^{*}M\mathbf {z} } 总为实数，矩阵 {\displaystyle M} 必须是埃尔米特矩阵。因此，若 {\displaystyle \mathbf {z} ^{*}M\mathbf {z} } 总是正实数，{\displaystyle M} 必然是正定的埃尔米特矩阵。如果将 {\displaystyle \mathbf {z} ^{*}M\mathbf {z} >0} 扩展为 {\displaystyle \Re (\mathbf {z} ^{*}M\mathbf {z} )>0}，则等价于 {\displaystyle (M+M^{*})/2} 为正定矩阵。